# Augustus Holmes Kenan
Augustus Holmes Kenan (* 21. April 1805 im Baldwin County, Georgia; † 2. Juni 1870 in Milledgeville, Georgia) war ein US-amerikanischer Politiker. Er war der Cousin von Owen Rand Kenan. Ferner war er mit Henrietta Alston, Nichte von Willis Alston und Schwester von Augustus A. Alston, verheiratet. Er war Vater von Lewis Holmes Kenan.
Kenan diente im Repräsentantenhaus und im Senat von Georgia. Ferner vertrat er Georgia 1861 bei dessen Sezessionskonvent, wobei er anfangs gegen die Loslösung stand. Anschließend wurde er in den Provisorischen Konföderiertenkongress und später in das Repräsentantenhaus des ersten Konföderiertenkongresses gewählt.
Er verstarb in Milledgeville und wurde dort auf dem Memory Hill Cemetery beigesetzt.